# Карманово (Омская область)
Карманово — деревня в Саргатском районе Омской области. В составе Хохловского сельского поселения.

## История
Основана в 1739 г. В 1928 г. состояла из 132 хозяйств, основное население — русские. Центр Кармановского сельсовета Саргатского района Омского округа Сибирского края.

## Население
| 1926 | 2010 |
| ---- | ---- |
| 754  | ↘125 |